# Говорова Олена Іванівна
Олена Іванівна Говорова (18 вересня 1973, Ізмаїл) — українська легкоатлетка, яка спеціалізувалася у стрибках у довжину та потрійному стрибку, призер Олімпійських ігор.
Бронзову олімпійську медаль Олена Говорова виборола на сіднейській Олімпіаді в потрійному стрибку. Її найкращий результат в цій дисципліні 14 м 96 см. Загалом вона брала участь у трьох Олімпіадах.
У 1997 році Говорова була третьою в потрійному стрибку на чемпіонаті світу з легкої атлетики, двічі, в 1997 та 1999 роках, вигравала потрійний стрибок на Універсіадах.
Олена Говорова частий гість телеканалу Мегаспорт, де вона коментує змагання з легкої атлетики. Протягом пекінської Олімпіади вона разом з Романом Вірастюком вела на каналі програму, в якій підводилися підсумки спортивного дня.
Під час Олімпіади у Лондоні в 2012 році разом із Савіком Шустером вела «Олімпійські пристрасті» на Першому національному телеканалі.
Брала участь в коментуванні першості Європи 2018 року, який відбувався в Берліні.
Радник керівника Офісу Президента з питань спорту. Депутат Київської міської ради від партії «Слуга народу».
З 16 лютого 2021 року — заступник голови Київської міської державної адміністрації з питань здійснення самоврядних повноважень.

## Досягнення
| Рік     | Змагання         | Місце проведення           | Місце   | Дисципліна        | Результат |
| Україна | Україна          | Україна                    | Україна | Україна           | Україна   |
| ------- | ---------------- | -------------------------- | ------- | ----------------- | --------- |
| 1995    | Чемпіонат світу  | Гетеборг, Швеція           | 10      | Потрійний стрибок | 14.07 м   |
| 1996    | Олімпійські ігри | Атланта, США               | 9       | Потрійний стрибок | 14.09 м   |
| 1997    | Чемпіонат світу  | Афіни, Греція              | 3       | Потрійний стрибок | 14.67 м   |
| 1997    | Універсіада      | Сицилія, Італія            | 1       | Потрійний стрибок | 14.23 м   |
| 1999    | Універсіада      | Пальма де Майорка, Іспанія | 1       | Потрійний стрибок | 14.99 м   |
| 2000    | Олімпійські ігри | Сідней, Австралія          | 3       | Потрійний стрибок | 14.96 м   |

## Державні нагороди
- Орден княгині Ольги I ст. (15 серпня 2012) — за високу професійну майстерність у висвітленні спортивних змагань ХХХ літніх Олімпійських ігор у Лондоні[3]
- Орден княгині Ольги II ст. (10 вересня 2009) — за вагомий особистий внесок у розвиток і популяризацію фізичної культури і спорту в Україні, професіоналізм та досягнення високих спортивних результатів[4]
- Орден княгині Ольги III ст. (6 жовтня 2000) — за досягнення вагомих спортивних результатів на XXVII літніх Олімпійських іграх в Сіднеї[5]